# Busto de León Febres-Cordero
El Busto de León Febres-Cordero es una escultura de cinco metros de altura que evoca al expresidente y exalcalde de Guayaquil León Febres-Cordero Ribadeneyra.

## Historia
Al quinto mes del deceso de León Febres-Cordero, en el año 2009, la Comisión de Erección de Monumentos y Denominación de Calles, Plazas y otros lugares públicos del Municipio de Guayaquil debatía el cambio del Malecón 2000 por "Malecón León Febres-Cordero", además de la posibilidad de erigir un monumento en honor a su memoria.
Al conmemorarse el primer año de la muerte del expresidente, en 2009, se conformó una Comisión Cívica para el financiamiento y construcción un monumento en su honor. Esta comisión fue presidida por el Monseñor Antonio Arregui Yarza, quien en ese entonces fuera Arzobispo de Guayaquil.

## Descripción
La escultura fue realizada por el español Víctor Ochoa en bronce, con un peso de 1,7 toneladas y costó alrededor de 300 000 dólares americanos. Se encuentra en el Malecón 2000, a la altura de la calle Sucre, y marca el límite sur del Paseo León Febres-Cordero.

## Controversia
El busto de León Febres-Cordero mantuvo una polémica por parte del gobierno central del Ecuador y del municipio de Guayaquil, desde el año 2011. Esto se debió a la intención del Municipio de Guayaquil de ubicar primero el busto en el Fortín del Barrio Las Peñas, que era considerado por el Instituto Nacional de Patrimonio Cultural como un sector patrimonial. Algunos colectivos ciudadanos interpusieron una acción de protección para impedir la colocación del busto.
Finalmente se ubicó en la intersección de las calles Malecón Simón Bolívar y Sucre, delimitando el sector sur del Paseo León Febres-Cordero del Malecón 2000.